# Åke Hylén
Hans Åke Lennart Hylén, född 26 mars 1928 i Katarina församling i Stockholm, död 26 mars 1967 i Sankt Matteus församling i Stockholm, var en svensk skådespelare och stillbildsfotograf.
Åke Hylén filmdebuterade 1942 i Åke Söderbloms Sexlingar och han kom att medverka i drygt tio filmer. Till yrket var han annars fotograf.
Han var gift första gången 1947–1954 med Dordy Gustavsson (1926–2017), omgift Ewerlöf, och andra gången från 1962 till sin död med Yvonne Sterner (1932–2011), som 
tidigare var gift med Bengt Logardt. Hylén är far till Oscarsbelönade fotografen Steve Hylén (född 1947) i första äktenskapet.
Åke Hylén dog samma dag som han fyllde 39 år. Han är begravd på Skogskyrkogården i Stockholm.

## Filmografi
- 1942 – Sexlingar
- 1943 – Kajan går till sjöss
- 1944 – Släkten är bäst
- 1944 – Örnungar
- 1947 – Dynamit
- 1947 – Försummad av sin fru
- 1949 – Kärleken segrar
- 1950 – Medan staden sover
- 1951 – Tull-Bom
- 1952 – Blondie, Biffen och Bananen
- 1952 – Trots
- 1953 – I dimma dold